# Cleveland Police
Cleveland Police – brytyjska formacja policyjna, pełniąca funkcję policji terytorialnej na obszarze unitary authorities Hartlepool, Stockton-on-Tees, Middlesbrough i Redcar and Cleveland. Według stanu na 31 marca 2012, formacja liczy 1529 funkcjonariuszy. Jest przedostatnią policją terytorialną w Anglii pod względem powierzchni obsługiwanego obszaru. Na mniejszym terytorium od niej operuje jedynie City of London Police.